# 神次元戰記 戰機少女V
《神次元游戏 海王星V》為Idea Factory和Compile Heart開發，於2012年8月30日開始發售的PlayStation 3電子角色扮演遊戲。《戰機少女系列》第三作。為第二作《超次元戰記 戰機少女mk2》的續作。第四作《新次元戰記 戰機少女VII》以PlayStation 4為平台於2015年4月23日發售。重製版遊戲《神次次元戰記 戰機少女重生3 V世紀》（日語：神次次元ゲイム ネプテューヌRe;Birth3 V CENTURY）於2014年12月18日在PlayStation Vita平台上發售，而英文版將於2015年10月30日於Steam登陸Windows平台。

## 译名问题
因“V”在罗马数字中表示数字“5”，有人误以为读作“神次元戰記 戰機少女5”。但在欧美标题中“V”实际上是“Victory”（胜利），故应读为“神次元戰記 戰機少女V”。同样的问题也出现在续作新次元游戏 海王星VII中。

## 故事
這件作品是「mk2」的續作，主人公為涅普缇努。神次元的主舞台是與超次元不一樣的遊戲業界，並加入新角色普露露特、碧雪、琪瑟乔・蕾伊。
經過「mk2」的故事後數年，因為和平的關係女神們過著懶散不堪的生活，但實際上，在各式各樣表現被規制的人們正偷偷的進行著某個活動。有一日，「七賢者」之一的琪瑟乔・蕾伊出現並把涅普缇努送到G.C.（遊戲業界年曆）1989的遊戲業界。這個次元是酷似G.C.2012的遊戲業界。現在，涉及到兩個世界的新女神之戰展開。

## 系統
ディスクメイク

### V
本作系統大緻沿用前作的系統，不過本作的HP和SP的上限增加，並修改SP的定義和廢除AP系統。
觀察者
EXE計
全員共用的必殺技計，以攻撃及承受攻撃蓄積。EXE計的上限會在主線推進的同時增加（主線到達某地步時增加）。EX計會在進出地下城時重置，在戰鬥時累積和戰鬥結束後保留（競技場戰鬥除外）。EXE計除了可累積用於必殺技（如涅普迪碎擊），還可用於雙人技能和隊伍技能，必殺技每次消耗1或2格的EXE計，而雙人技能和組合技能則每次消耗2或4格的EX計，雙人技能要特定角色被分配為前鋒後衛，組合技能是要特定的角色於組隊時皆為前鋒，這兩種技能需全員為同一形態才可發動。
該系統亦於「Re;Birth1」及「Re;Birth2」中使用。

#### クロスレビュー
於「Re;Birth3」被廢除

### Re;Brith3
戰鬥系統更變
- 廢除EXE計，相對地把SP調為近似「mk2」的設定（SP計不會重置）。
- 遠距離攻撃類型的攻擊變為可調較攻撃距離。一般情況下可選擇攻擊範圍(圓形)內的敵人。
- 學習EXE驅動器的條件變得困難，SP的消耗亦會增加。
- 普通攻撃次數增加至五次＋EX攻擊。

隱藏寶箱
寶箱更改為類似「超級馬里奧兄弟」的隱藏方塊，打開方法為「從寶箱底部跳躍」。而隱藏寶箱的捜索內掛被刪除，而隱藏寶箱變得可觀察。
觀察者和旗
追加內容

## 登場人物

### 超次元（G.C.2012的遊戲業界）
「mk2」時的世界，序章的主場景。伊丝特娲儿亦在此登場並作簡介。
涅普缇努/绀紫之心（ネプテューヌ／パープルハート，Neptune／Purple Heart，配音：田中理惠）
本作的主角。
超次元中的紫耀之都（Planeptune）的守護女神，在被琪瑟乔・蕾伊轉送到神次元後失去女神化的能力。
涅普姬雅／紫色妹妹（ネプギア／パープルシスター，Nepgear／Purple Sister，配音：堀江由衣）
涅普缇努的妹妹，前作的主角。
優妮／黑色妹妹（ユニ／ブラックシスター，Uni／Black Sister，配音：喜多村英梨）
諾瓦露的妹妹。
萝姆／白色妹妹 萝姆（ロム／ホワイトシスター·ロム，Rom／White Sister Rom，配音：小倉唯）
布蘭的妹妹。
拉姆／白色妹妹 拉姆（ラム／ホワイトシスター·ラム，Ram／White Sister Ram，配音：石原夏織）
布蘭的妹妹。
神宮寺惠（じんぐうじケイ，Jinguji Kei）
黑土邊域（Lastation）的教主。
西澤美奈（にしざわミナ，Mina Nishizawa）
白露之濱（Lowee）的教主。
箱崎千香（はこざきチカ，Chika Hakozaki）
綠蔭箱庭（Leanbox）的教主。

### 神次元（G.C.1989的遊戲業界）
「V世紀」的主場景。
普露露特／虹之心（プルルート／アイリスハート，Pururut／Iris Heart，配音：花澤香菜）
神次元（G.C.1989）的遊戲業界中紫耀之都的女神。
變身前為天然呆屬性，變身後為抖S屬性。
諾瓦露／圣黑之心（ノワール／ブラックハート，Noire／Black Heart，配音：今井麻美）
神次元（G.C.1989）的遊戲業界中黑土邊域的女神。
布兰／群白之心（ブラン／ホワイトハート，Blanc／White Heart，配音：阿澄佳奈）
神次元（G.C.1989）的遊戲業界中白露之濱的女神。
贝露／綠色之心（ベール／グリーンハート，Vert／Green Heart，配音：佐藤利奈）
神次元（G.C.1989）的遊戲業界中綠蔭箱庭的女神。
伊丝特娲儿（イストワール，Histoire，配音：金井美香）
與超次元的伊丝特娲儿並行存在。在神次元中未有正式職位名，但在社交遊戲《涅普缇努 collection》中神次元的伊丝特娲儿被區別為「女神補佐」。
空帕（コンパ，Compa，配音：酒井香奈子）
在神次元中以嬰兒狀態登場。很喜歡涅普缇努並說將來要嫁給涅普缇努。
爱耶芙（アイエフ，IF，配音：植田佳奈）
自小被涅普缇努和普露露特所照顧，「自己必須要堅強」的想法比其他人要強上一倍。自少已經患上中二病。有制作輕小說的嗜好。為紫耀之都的諜報人員，但主要工作是收集情報。
碧雪／澄黄之心（ピーシェ／イエローハート，Pish／Yellow Heart，配音：悠木碧）
初代空帕（初代コンパ（コンパイル），配音：長谷川明子）
「V世代」中以DLC登場，「Re;Birth3」中只有顯示名字。
イザワ
「Re;Birth3」中以DLC登場。

### 追加的制造商角色
Falcom（ファルコム，配音：神田朱未）
日本Falcom的擬人化角色。超次元旁的Peteran的女冒險家。
武器與前作同樣為雙手劍，初始武器為屠龍劍。能力值比前作好。
EXE技能為「月竜剣」。
Falcom（少女ver.）（ファルコム，配音：神田朱未）
神次元中的Falcom，為初出茅廬的冒險少女。
MAGES.（配音：古川かおり）
MAGES.的擬人化角色，本作設定為5pb.的親戚。
CyberConnect2（サイバーコネクトツー，配音：浅野真澄）
CyberConnect2的擬人化角色，被稱為「CC2」。
Broccoli（ブロッコリー，配音：澤城美雪）
Broccoli的擬人化角色，看起來很可愛，卻很毒舌。
特徵為棕色的頭髪、虎紋帽和尾巴，句尾總是加上「にゅ(ni yu)」，服飾為公司水手服。由於太過矮小而被涅普缇努說頭與身體是分開的。
MarvelousAQL（マーベラスAQL，配音：原田瞳）
MarvelousAQL的擬人化角色，由於名字很長而被稱為「マベちゃん」。
忍者培訓機構所派遣的忍者少女，與涅普缇努合力召喚出イザワ。雖然很矮小，但胸圍比貝露更大，制服的尺寸很小。
以小太刀為武器，EXE技能為「秘伝忍法･乱れ咲き」
鐵拳（鉄拳，配音：小松未可子）
遊戱本身的擬人化而非制造商的擬人化。所配戴的吊墜的樣式是「TEKKEN」六個英文字姆。其威力足以折斷樹木。
5pb.（ファイブピービー，配音：nao）
未於世紀V登場，在「Re;Birth3」中追加。
5pb.的擬人化角色。
CAVE（ケイブ，配音：高橋まゆこ）
未於世紀V登場，在「Re;Birth3」中追加。
CAVE的擬人化角色。
RED（RED，配音：伊藤加奈惠）
未於世紀V登場，在「Re;Birth3」中追加。
Red_Entertainment的擬人化角色。

### 七賢者
琪瑟乔・蕾伊（キセイジョウ・レイ，配音：小林優）
七賢者之一。名義上是領導者，但由於生性膽小，經常被其他成員欺負。
神次元最初的國家「タリ」的守護女神，因其自私的行為而被國民推翻。
恶大臣（アクダイジーン（配音：梁田清之）
七賢者之一。外表為中年的壞人，喜歡陰謀。真名未明。
阿布奈斯（アプネス，Abness，配音：莊子裕衣）
七賢者之一。口號為｢ロリっ子(rori kko)広報戦士｣。被稱為｢アブネスちゃん｣。
克比利艾斯コピリーエース（配音：楠大典）
七賢者之一。具有自我意識的遊戲軟件。
阿诺尼迪斯（アノネデス，Anonydeath，配音：藤原祐規）
七賢者之一。頭腦很好的黑客。
破解鼠（ワレチュー，Warecyu，配音：西萩五十鈴）
七賢者之一。自稱是代表老鼠界的吉祥物。
瑪潔空奴（マジェコンヌ，Magiquone，配音：高橋智秋）
七賢者之一。系列中的宿敵。初始設計人之一。
克萝娲儿（クロワール/Kurowaru，配音：金井美香）
「タリ」的協助者，但沒有與七賢者見過面。萬惡的源頭。

### Re;Birth3追加角色
丝缇拉（ステラ，配音：本多真梨子）
Felistella的擬人化角色。
バモー、リグー（配音：大地葉（バモー）、優木加奈（リグー））

## 主題曲
V
片頭曲「神次元!ふぉーちゅん・まてりある」
作詞、歌 - nao ，作曲、編曲 - 前山田健一
片尾曲「ヴィーナス女神っくす!」
作詞 - 桃井晴子 ，作曲、編曲 - 大島こうすけ ，歌 - Afilia Saga
Re;Birth3
片頭曲「Rave tech(^_^)New world」
作詞 - 山下慎一狼 ，歌、作曲 - nao ，編曲 - RYU
片尾曲「トゥルーエンド プレイヤー」
作詞 - 久下真音 / 作曲、編曲 - Junichi Hoshino / 歌 - アイドルカレッジ

## 外部連結
超次元戰記 戰機少女V官方網站 （页面存档备份，存于）
神次次元遊戲 戰機少女重生3 V世紀steam頁面 （页面存档备份，存于）
超次次元戰記 戰機少女Re;重生3 V世紀官方網站 （页面存档备份，存于）